# Élections législatives béninoises de 1999
Les élections législatives béninoises de 1999 ont lieu le 30 mars 1999 au Bénin.

## Résultats
| Partis                    | Partis | Voix      | %     | Sièges | +/-           |  |
| ------------------------- | --- | --------- | ----- | ------ | ------------- |  |
|                           | Renaissance du Bénin (RB)                                                                                                   | 383 487   | 20,40 | 27     | 6             |  |
|                           | Parti du renouveau démocratique (PRD)                                                                                       | 217 816   | 11,59 | 11     | 8             |  |
|                           | Parti social-démocrate (PSD)                                                                                                | 164 767   | 8,77  | 9      | 1             |  |
|                           | Mouvement africain pour le développement et le progrès (MADEP)                                                              | 164 293   | 8,74  | 6      | Nv            |  |
|                           | Front d'action pour le renouveau et le développement (FARD)                                                                 | 98 248    | 5,23  | 10     | en stagnation |  |
|                           | Alliance Étoile (en) (AE)                                                                                                   | 75 003    | 3,99  | 4      | Nv            |  |
|                           | Parti National Ensemble (en) (PNE)                                                                                          | 70 403    | 3,75  | 1      |               |  |
|                           | Congrès Africain pour le Renouveau–Dunya (en) (CAR-Dunya)                                                                   | 62 667    | 3,33  | 3      |               |  |
|                           | Mouvement pour l'engagement et le réveil des citoyens (en) (MERCI)                                                          | 56 049    | 2,98  | 2      |               |  |
|                           | Alliance de la fraternité                                                                                                   | 49 342    | 2,62  | 0      |               |  |
|                           | Alliance pour le progrès | 43 291    | 2,30  | 0      |               |  |
|                           | Parti du Salut (en) (PS) | 43 240    | 2,30  | 1      |               |  |
|                           | Rassemblement pour le Progrès et le Renouveau (en)-Union Nationale pour la Solidarité et le Developpement (en) (RPR)-(UNSD) | 42 191    | 2,24  | 1      |               |  |
|                           | Rassemblement national pour la démocratie (RND)                                                                             | 41 008    | 2,18  | 0      |               |  |
|                           | Impulsion au Progrès et la Démocratie (en) (IPD)                                                                            | 38 513    | 2,05  | 4      | 1             |  |
|                           | Parti Démocratique du Bénin (en) (PDB)                                                                                      | 35 900    | 1,91  | 1      |               |  |
|                           | Alliance républicaine | 28 614    | 1,52  | 0      |               |  |
|                           | Alliance Suru (en) (AS) | 27 739    | 1,48  | 1      |               |  |
|                           | Rassemblement pour l'Unité Nationale et la Démocratie (en) (RUND)                                                           | 25 373    | 1,35  | 1      |               |  |
|                           | Mouvement pour une Alternative du Peuple                                                                                    | 24 949    | 1,33  | 0      |               |  |
|                           | Alliance pour la Démocratie et le Progrès                                                                                   | 20 272    | 1,08  | 0      | 1             |  |
|                           | Campagne nationale pour la morale et la démocratie                                                                          | 18 882    | 1,00  | 0      | Nv            |  |
|                           | Parti communiste du Bénin                                                                                                   | 18 669    | 0,99  | 0      | 1             |  |
|                           | Rassemblement pour la Démocratie et le Panafricanisme (en) (RDP)                                                            | 17 084    | 0,91  | 1      | en stagnation |  |
|                           | Autres partis (11) | 111 711   | 5,94  | 0      | -             |  |
|                           | |           |       |        |               |  |
| Suffrages exprimés        | Suffrages exprimés | 1 879 511 | 94,43 |        |               |  |
| Votes blancs et invalides | Votes blancs et invalides                                                                                                   | 110 884   | 5,57  |        |               |  |
| Total                     | Total | 1 990 395 | 100   | 83     | en stagnation |  |
| Abstentions               | Abstentions | 778 928   | 28,13 |        |               |  |
| Inscrits / participation  | Inscrits / participation | 2 769 323 | 71,87 |        |               |  |